# Grizon mniejszy
Grizon mniejszy (Galictis cuja) – gatunek małego drapieżnego ssaka z podrodziny łasic w obrębie rodziny łasicowatych (Mustelidae), zamieszkujący Amerykę Południową. W Czerwonej Księdze IUCN oznaczono go jako gatunek najmniejszej troski.

## Taksonomia
Gatunek po raz pierwszy zgodnie z zasadami nazewnictwa binominalnego opisał w 1782 roku chilijski przyrodnik Juan Ignacio Molina, umieszczając nowy gatunek w rodzaju Mustela i nadając mu epitet gatunkowy cuja. Miejsce typowe to Chile. Holotyp zaginiony. W rodzaju Galictis został umieszczony w 1958 roku przez hiszpańskiego zoologa Ángela Cabrerę.
Autorzy Illustrated Checklist of the Mammals of the World rozpoznają cztery podgatunków. Podstawowe dane taksonomiczne podgatunków (oprócz nominatywnego) przedstawia poniższa tabelka: 
| Podgatunek    | Oryginalna nazwa      | Autor i rok opisu | Miejsce typowe                                                                | Holotyp |
| ------------- | --------------------- | ----------------- | ----------------------------------------------------------------------------- | --- |
| G. c. furax   | Grison furax          | O. Thomas, 1907   | São Francisco dos Campos, na wysokości 1580 m n.p.m., Minas Gerais, Brazylia. | młodociany samiec (sygnatura BMNH:Mamm:1901.6.6.25) ze zbiorów Muzeum Historii Naturalnej w Londynie; okaz typowy zebrał 29 marca 1901 roku francuski botanik i kolekcjoner Alphonse Robert. |
| G. c. huronax | Grisonella huronax    | O. Thomas, 1921   | „Mar del Plata”, Buenos Aires, Argentyna.                                     | dorosły samiec (sygnatura BMNH:Mamm:1912.2.17.6) ze zbiorów Muzeum Historii Naturalnej w Londynie; okaz typowy zebrał 4 czerwca 1911 roku W.A. Smithers.                                     |
| G. c. luteola | Grison furax luteolus | O. Thomas, 1907   | Chulumani, na wysokości 1800 m n.p.m., Boliwia.                               | dorosła samica (sygnatura BMNH:Mamm:1901.6.7.27) ze zbiorów Muzeum Historii Naturalnej w Londynie; okaz typowy zebrał 31 grudnia 1900 roku amerykański kolekcjoner Perry Oveitt Simons.      |

### Etymologia
- Galictis: gr. γαλεη galeē lub γαλη galē ‘łasica’; ικτις iktis, ικτιδις iktidis ‘łasica’[17].
- cuja: chilijska nazwa cuya dla grizona mniejszego[13].
- furax: łac. furax, furacis ‘złodziejski’, od furari ‘ukraść’, od fur, furis ‘złodziej’[18].
- huronax: hiszp. hurón ‘fretka’[19].
- luteola: łac. luteolus ‘żółtawy’, od luteus ‘szafranowo-żółty’, od lutum ‘szafran’[20].

## Rozmieszczenie geograficzne
Grizon mniejszy występuje w Ameryce Południowej zamieszkując w zależności od podgatunku:
- G. cuja cuja – zachodnia Argentyna i Chile
- G. cuja furax – środkowa i wschodnia Brazylia, Paragwaj, północno-wschodnia Argentyna i Urugwaj
- G. cuja huronax – środkowa i południowa Argentyna
- G. cuja luteola – południowo-wschodnie Peru i zachodnia Boliwia

## Morfologia
Długość ciała 28–50,8 cm, długość ogona 12–19,3 cm, długość tylnej stopy 5–7,5 cm, długość ucha 23 cm; masa ciała 1–2,5 kg. Wzór zębowy: I {\displaystyle {\tfrac {3}{3}}} C {\displaystyle {\tfrac {1}{1}}} P {\displaystyle {\tfrac {3}{3}}} M {\displaystyle {\tfrac {1}{2}}} = 34.